# Bambusångare
Bambusångare (Seicercus) är ett släkte med små tättingar som tidigare placerades i familjen sångare (Sylviidae) men som idag placeras i familjen Phylloscopidae tillsammans med släktet Phylloscopus. Det råder delade meningar om vilka arter släktet bör omfatta.

## Utbredning
Släktet förekommer i östra och södra Asien, från norra Kina till Timor. Många av de arter som häckar i tempererade områden i det norra delarna är flyttfåglar som övervintrar i tropikerna. Andra arter flyttar säsongsmässigt i höjdled och flyttar ned från bergstrakterna om vintern. Ett fåtal arter är flyttfåglar i delar av sitt utbredningsområde medan de är stannfåglar i andra delar.

## Utseende
Bambusångarna är små tättingar som i storlek varierar från 9.5–12 cm på längden och väger ungefär 4-9 g. Alla arter har gröna vingar och gul buk, och merparten har även gult bröst. Huvudet är antingen grått, grönt eller blekt gulbrunt, och alla arter har streckad hjässa och gul eller vit orbitalring. Könen är lika.

## Föda
Bambusångarnas främsta föda utgörs av insekter, som de oftast plockar från blad. Ett fåtal arter uppträder i blandflockar med andra arter. Olika arter fördosöker i olika delar skogen, vissa, som exempelvis kastanjekronad sångare  födosöker uppe i trädkronorna, medan sundasångare föredrar att söka efter sin föda i undervegetationen.

## Systematik
Släktet omfattar traditionellt följande arter:
- Grönkronad bambusångare (Seicercus burkii)
- Gråkronad bambusångare (Seicercus tephrocephalus)
- Systerbambusångare (Seicercus soror)
- Emeibambusångare (Seicercus omeiensis)
- Himalayabambusångare (Seicercus whistleri)
- Bergbambusångare (Seicercus valentini)
- Glasögonbambusångare (Seicercus affinis)
- Gråkindad bambusångare (Seicercus poliogenys)
- Kastanjekronad sångare (Seicercus castaniceps)
- Gulbröstad sångare (Seicercus montis)
- Sundasångare (Seicercus grammiceps)

Taxonet tidigare känt som orientalisk bambusångare (Seicercus burkii) (Sibley & Monroe 1990, 1993) har delats upp i S. burkii, S. valentini, S. whistleri, S. soror och S. tephrocephalus efter Alström & Olsson (1999) och S. omeiensis efter Martens et al. (1999). 
DNA-studier visar dock att släktet så som det traditionellt är konstituerat är parafyletiskt gentemot Phylloscopus. Dels är ett stort antal Phylloscopus-arter närmare släkt med Seicercus-arterna än med andra Phylloscopus, dels är inte heller arterna i Seicercus varandras närmaste släktingar. Olika taxonomiska auktoriteter har löst detta på olika sätt. De flesta auktoriteter expanderar Phylloscopus till att även inkludera Seicercus. Howard & Moore å andra sidan expanderar Seicercus och inkluderar delar av Phylloscopus däri.
Av arterna i listan står de tre sista nära ett antal Phylloscopus-arter som liksom dessa har sin utbredning i Sydostasien. De övriga är systergrupp till dels de afrikanska Phylloscopus-arterna, dels de fyra östasiatiska arterna mindanaosångare, luzonsångare, izusångare och östlig kronsångare.